# 大金刚 丛林节拍
《大金刚 丛林节拍》是一款由任天堂公司制作和发行的平台游戏。游戏首先于2004年12月16日在任天堂GameCube上发行，2008年推出Wii版。
游戏剧情涉及战斗、跳跃和互相攻击。
《大金刚 丛林节拍》收到普遍赞誉。